# سلطان منصور
سلطان منصور (ولد في 18 نوفمبر 1993 في المحرق، البحرين) لاعب كرة قدم بحريني يجيد اللعب في مركز الجناح الأيسر وأيضا الجناح الأيمن. يلعب حاليا لصالح البسيتين البحريني منذ 2011.